# Villa Cernigliaro
Villa Cernigliaro è una storica residenza di Sordevolo in provincia di Biella.

## Storia
La villa venne eretta negli anni ottanta del XIX secolo secondo il progetto dell'ingegnere Antonio Vandone di Cortemilia su commissione della famiglia Vercellone. La proprietà fu in seguito acquistata dal notaio torinese Annibale Germano, per poi passare nel 1945 al notaio siciliano Carmelo Cernigliaro. Attualmente la dimora storica è proprietà della figlia Carlotta Cernigliaro per successione ereditaria e acquisto dalle sorelle.
L'edificio venne rivisitato architettonicamente negli anni 20 dall'architetto Giovanni Chevalley. L'architetto Mario Passanti, invece, si occupò del padiglione orangerie, mentre i fratelli De Bois disegnarono i giardini.
Durante il periodo fascista, grazie a Franco Antonicelli, marito di Renata Germano, figlia del notaio, la villa fu luogo d'incontro e confronto di intellettuali e politici dissidenti quali Natalia Ginzburg, Norberto Bobbio, Cesare Pavese, Luigi Einaudi, Benedetto Croce, Luigi Pirandello, Eugenio Montale e altri ancora.

## Descrizione
L'edificio, che si erge per tre piani fuori terra più il seminterrato, presenta una facciata simmetrica rivestita in mattone.